# ماکسیم پودهولیوزین
ماکسیم پودهولیوزین (استونیایی: Maksim Podholjuzin؛ زادهٔ ۱۳ نوامبر ۱۹۹۲) بازیکن فوتبال اهل استونی است.
از باشگاه‌هایی که در آن بازی کرده‌است می‌توان به باشگاه فوتبال لوادیا تالین اشاره کرد.
وی همچنین در تیم‌های ملی فوتبال زیر ۱۷ سال استونی، زیر ۱۹ سال استونی، زیر ۲۱ سال استونی، زیر ۲۳ سال استونی، و استونی بازی کرده‌است.